# La Rivière Anglaise
La Rivière Anglaise (o English River) è uno dei 26 distretti delle Seychelles. Con un'estensione di 1,7 km2, il distretto comprende la parte più meridionale dell'isola di Mahé - la più grande dell'arcipelago africano - e ospita una popolazione complessiva di 3.737 abitanti (stima del 2019).
Il villaggio di La Rivière Anglaise è il capoluogo di regione. Agricoltura, pesca e turismo sono le attività economiche prevalenti.